# 曾經的兄弟
《曾經的兄弟》（英語：Once Brothers）是2010年，由邁克爾·托拉揚（Michael Tolajian）編劇和執導的體育紀錄片。由ESPN和NBA Entertainment聯合製作，為ESPN『30 for 30』系列的一部分。
這部電影以來自南斯拉夫的兩名籃球運動員—弗拉德·迪瓦茨（塞爾維亞）和德拉岑·彼得羅維奇（克羅地亞）為主軸。兩人從1986年到1990年在南斯拉夫國家男子籃球隊一起打球，並帶領球隊屢獲佳績，兩人曾經情同兄弟，但南斯拉夫內戰爆發后，由于两人来自的阵营相互對立，导致他們逐漸疏遠。彼得羅維奇於1993年因車禍去世，在這之前，兩人尚未和好。大部分劇情以迪瓦茨的第一人稱為視角，講述了他對於未能及時修復友誼的遺憾。

## 發布
2010年10月10日，這部電影在漢普頓國際電影節舉行首映。兩天后，在ESPN上進行了電視首播。
該片於2011年5月26日在塞爾維亞第一頻道的黃金時段播出。

## 外部連結
- 互联网电影数据库（IMDb）上《曾經的兄弟》的资料（英文）